# Юрій Горліс-Горський
Юрій Горліс-Горський (справжнє ім'я Юрій Юрійович Городянин-Лісовський; псевдонім Горліс-Горський, у підпіллі Залізняк, Горський, Горлиця; 14 січня 1898, Демидівка — зник безвісти 27 вересня 1946, Аугсбург) — український військовий і громадський діяч, старшина Армії УНР, розвідник, письменник.

## Біографія
Народився в Демидівці на Полтавщині. Батько — Юрій Лісовський, офіцер російської імператорської армії (РІА), мати — Людвіка Соколовська походила з польського шляхетського роду. За іншою версією у кримінальній справі вказано рік народження — 1902, місце — Тарноруда на Поділлі, зараз Волочиський район.
У підлітковому віці він вже вирізнявся способом мислення вікінга і тому, після початку Першої світової війни, дописав собі ще чотири роки, щоб піти на східний фронт[джерело?].
Воював у лавах Кабардинського кінного полку кавказьких горців. Цей полк входив до складу «Дикої дивізії», яка вирізнялася особливими військовими традиціями. У цій дивізії була присутня залізна дисципліна, про що говорить те, що не було зафіксовано жодного випадку дезертирства, а найбільше цінувалася особиста хоробрість у бою. Ця дивізія проходила найважчі бої на румунському фронті проти австро-угорських військ і однією з перших брала участь у Брусиловському прориві. За свідченнями очевидців, противники просто не витримували їхньої стійкості і впертості, від того ця дивізія здобула величезну славу в російській армії і наводила жах на ворогів. І в такій атмосфері можна сказати виховувався 15-річний Горліс-Горський.
Через кілька років, вже під час Української революції, на війні він командував відділом першого полку армії Української Народної Республіки. Це ще до того, як він вступив до Богданівського полку Запорізької дивізії, до якого він вступив у 20-річному віці, де він отримав звання хорунжого і став офіцером. Саме в складі цього полку він вийшов у Перший зимовий похід Армії УНР.

### Міжвоєнний період
На початку лютого 1920 р., під час Зимового походу, коли Запорізька дивізія перебувала в околицях Холодного Яру, Юрій занедужав і лишився на лікування в Мотронинському монастирі, де в той час розміщувався штаб полку гайдамаків Холодного Яру. Після лікування мав наздоганяти свою частину, та холодноярівці, яким бракувало старшин з військовим досвідом, переконали його лишитися.
Обравши прізвисько Залізняк, Лісовський прийняв призначення осавулом 1-го куреня полку гайдамаків, ставши одним з найближчих помічників курінного Івана Петренка та Головного отамана Василя Чучупаки.
Пізніше, у своєму знаменитому романі «Холодний Яр» Горліс-Горський писав:
|  | «Я вже й сам добре усвідомив собі, що коли дві нації борються, то білі рукавички мусять бути скинені. За п'ять років на фронтах довелося розрубати в бою не один череп… але що можна піднести шаблю на ворога, який уже кинув зброю, що ворог лише мертвий перестає бути ворогом, з цим я погодився лиш тепер, на цьому клаптеві української землі, який треба було відстояти — або загинути». |

На власному прикладі Лісовський переконався, що гуманізм до ворога обертається новими жертвами: так, він подарував життя полоненому начальнику міліції, відпустив його, а той «віддячив», викликавши телеграфом з Єлисаветграда полк червоної кінноти. Бій завершився великими втратами для Холодноярців. Навесні 1921-го за наказом підпілля прибув до Львова на зустріч з генерал-хорунжим Юрком Тютюнником.
Ставши зв'язковим уряду УНР, навесні 1922 року, повертається в окуповану більшовиками Україну. Підпільну роботу — під псевдонімом «Горський» — провадив спочатку у Києві, а потім на Поділлі. Та незабаром Юрія було заарештовано. Довелося провести кілька тижнів у підвалах єлисаветградської ЧК що тоді розташовувалась коло Фортеці Святої Єлисавети, і 8 місяців у «тюрподі» Вінницького ГПУ. Чекісти не спромоглися довести його вини і 16 грудня 1923 р. звільнили з-під варти.

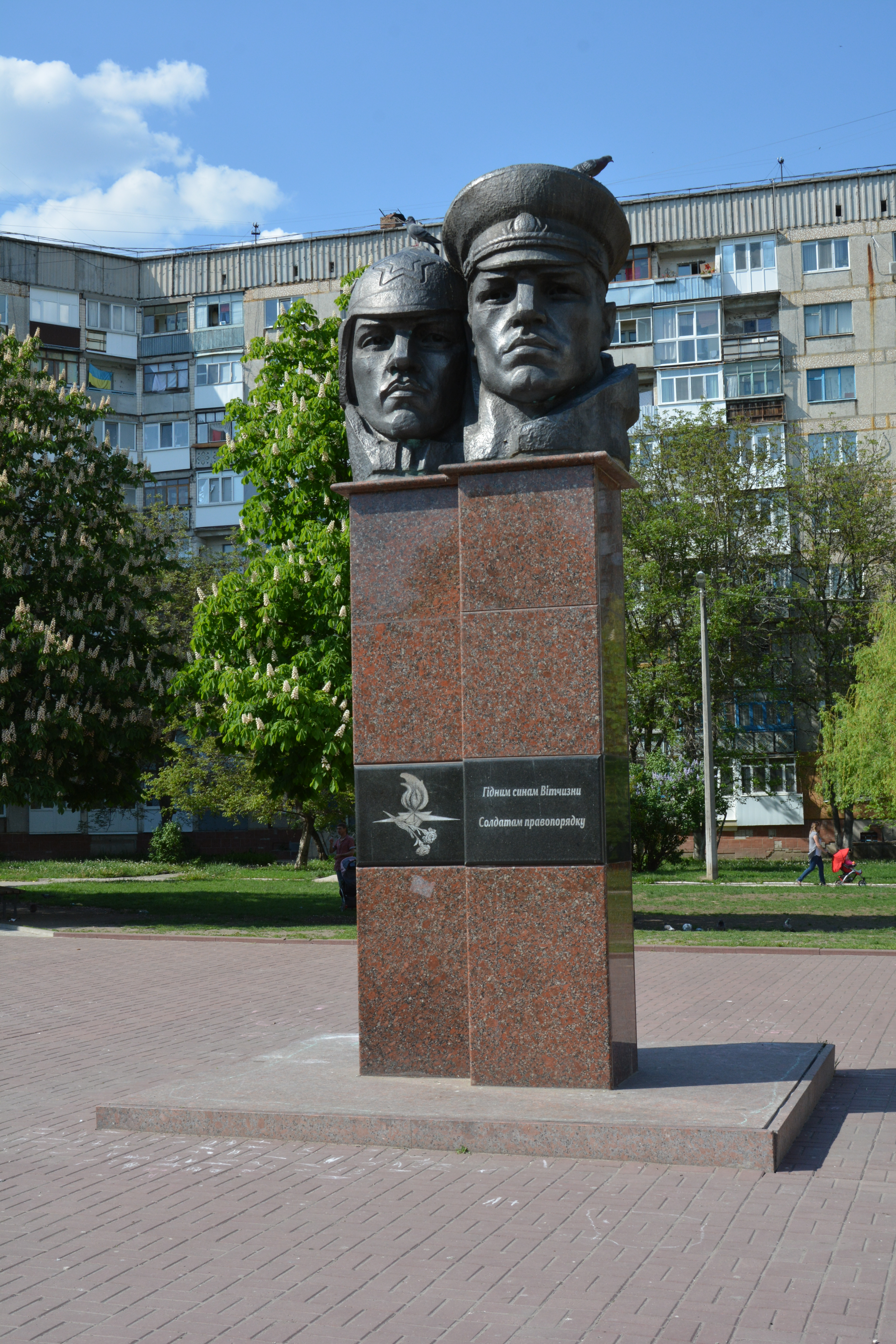
Пам'ятник чекістам у Кропивницькому встановлений у 1977 коло фортеці

За завданням українського підпілля Горський дав згоду працювати в агентурному апараті ГПУ. За пізнішим висловом одного з найдосвідченіших керівників Подільського ГПУ Галицького, Горський провалив не одну чекістську операцію. У 1924-му знову арешт. Більшовики «оцінили» антикомуністичну підпільну роботу Юрія на Поділлі 15-ма роками ув'язнення.
Згодом вдалося втекти із в’язниці, вдавши із себе божевільного. Зробив він це, перемовляючися із іншим в'язнем, священником Іваном Чубуном, який навчив його вдавати психічні розлади, кажучи що: «Перша людина, яка має повірити у його божевілля це він сам». Майже 9 років він вдавав психічні розлади. За цей час пізнав тюрми Вінниці, Києва, Полтави та Херсона. Згодом переведений до Херсонської психіатричної лікарні, звідки й утік у квітні 1931 року. У квітні 1932 року, після довгих мандрів Радянським Союзом, перейшов кордон і опинився у Рівному.
А потім була Галичина, де він проживав у Львові, Багатківцях, Плугові. Зокрема, проживаючи у Багатківцях в місцевого священника о. Василя Їжака, відвідував місцеву читальню, де розповідав про життя українців за Збручем.
У Львові його, нарешті, знайшла слава. У жовтневому числі 1932 р. видавництво «Літопис Червоної Калини» надрукувало статтю Горліс-Горського «Холодний Яр», а з наступного числа почалася публікація журнального варіанту його найголовнішого твору — «Холодного Яру» — під назвою «Рік в Холодному Яру» (продовження в 1934 році виходило під назвою «Холодний Яр говорить»). Львівська газета «Наш клич» (1933 р., № 17, 18, 20—22) друкує п'ять автобіографічних нарисів «Живе обличчя червоного сфінкса», про життя автора в Радянському Союзі після втечі 1931 р.
Першою книжкою, яку вдалося видати вже наступного, 1933 року, була «Ave dictator!». У 1934 р. видано повість «Отаман Хмара». У передмові до неї автор писав: «Маючи за плечима 4 роки підпільної боротьби з московсько-більшовицькою владою в Україні (з них 8 місяців з наказу своєї організації — в агентурному апараті ГПУ), два смертних присуди і разом 97 із половиною місяців арештів ГПУ та більшовицьких тюрем, — я дозволю собі піднести крайчик завіси, якою закриті тайни червоної охранки».
У листопадовому числі «Літопису Червоної Калини» 1934 року Горліс-Горський оголосив, що припиняє журнальну публікацію твору «Холодний Яр говорить». Наприкінці того ж 1934 року накладом сотника Івана Зуба вийшло перше книжкове видання, вже під назвою «Холодний Яр».
1935 року у Львові виходять друком книжки «У ворожому таборі» та перевидання першої частини «Холодного Яру» (передруковане 1961 р. у Нью-Йорку без змін Миколою Сидором-Чарториським, разом з 2-ю частиною).
Трохи згодом було написано й другу частину роману «У ворожому таборі», що називалася «Між живими трупами» (про перебування в психіатричній лікарні). Юрій анонсував її вихід, а уривки з цього твору читав молоді, яка хмарами вилась довкола нього… На превеликий жаль, рукопис загубився під час бойових дій на Закарпатті. Юрій Горліс-Горський страшенно переживав утрату, тим більше, що вважав цей роман найкращим своїм твором.
Восени 1935 року виходять спогади «Червоний чортополох (Червона армія у світлі дійсності): На основі матеріалів, оголошених у Совітах і за кордоном, та власних спостережень під час побуту в СССР», теж про події 1931—1932 років. 1936 року у видавництві «Вікторія» виходить п'єса «Клянемося могилами героїв! (отаман Хмара)». Ані вона, ані «Червоний чортополох», ані «Живе обличчя червоного сфінкса» з тих часів ніколи не перевидавалися.
Друга частина «Холодного Яру» побачила світ 1937 року у «Дешевій книжці». Вона мала у Галичині величезний успіх, особливо серед молоді. У переповнених залах «Просвіти» проводилися колективні читання. Останній раз за життя автора «Холодний Яр» видав львівський «Рекорд» — внісши до тексту деякі незначні зміни, навряд чи погоджені з Горліс-Горським, який на той час міг вже залишити Галичину.
Під час підготовки видання «Холодного Яру» в Галичині текст було адаптовано для потреб місцевого читача. Так в романі з'явилися численні слова й вирази, притаманні лише Галичині. Сучасні перевидання переважно базуються на лондонському виданні Микити Мироненка 1967 р. Мироненко, працюючи над виданням, дещо змінив оригінальний текст.

### Закарпатський період
Зі зброєю в руках разом з товаришами, колишніми вояками Армії УНР, він пішов, за висловом публіциста Сергія Козака, на «голос Карпатської України». Горський брав активну участь у відновленні української державності в Закарпатті, Газета «Діло» незабаром надрукувала повідомлення, що Юрій Горліс-Горський загинув. Уже вдруге друзі «ховали» його.
Після поразки Карпатської України Юрій якийсь час учителював у закарпатському містечку, згодом перебрався до Румунії, а потім до Югославії. Тут на нього чекав виклик до Канади: українці Саскачевану запрошували знаменитого письменника оселитися в цій країні. Та поголоски про можливу війну Німеччини проти Радянського Союзу змусили його змінити плани: Юрій Горліс-Горський справедливо вбачав у цій майбутній війні шанс для України стати самостійною державою, тому й, зрозуміло, не міг відсиджуватися у комфортних умовах.

### Друга світова війна
Існує думка, яка є не до кінця підтвердженою, а тому не точною, що разом із значною кількістю старшин Армії УНР, в порозумінні з німецькою владою вирушає до Фінляндії для боротьби проти Москви, формує там відділ з полонених Червоної армії, українців за походженням, для боротьби проти СРСР, і що начебто з Фінляндії його як розвідника десантують з літака біля Ленінграда для збирання потрібної інформації. 
Згодом, на початку 1941 р. Ю. Горліс-Горський керував групою Абверу, що виявляла радянських агентів. Варто зазначити, що Абвер – це німецька елітна контррозвідка, куди потрапити було дуже непросто[джерело?].
Навесні 1942 року Юрій прибуває до Рівного. Майже відразу у рівненській газеті «Волинь», яку редагував Улас Самчук, з'являються спогади Горліса-Горського «Їх прийшло дванадцять».
У червні 1942-го Горліс-Горський здійснив свою мрію — повернувся до Холодного Яру. Письменник оселяється в Олександрівці і збирає свідчення учасників холодноярської боротьби. У Мельниках Горліс-Горський відвідав батьків Петра і Василя Чучупаків і подарував їм свою книжку про холодноярців, зокрема про їхніх синів. Бере участь у відновленні могили Василя Чучупаки, яку огородили, почистили металевий хрест, на якому внизу прикріпили тризуб. Також йому приписують відновлення і освячення могили отамана Чорного Ворона, яке збігається у часі із відновленням могили Чучупаки.
З наступом Червоної армії починає рух на Захід. У Львові 26 листопада 1943 р. у православній церкві Святого Георгія він бере шлюб з рівнянкою Галиною Талащук. Через Австрію Юрій Горліс-Горський із дружиною перебирається до Німеччини й оселяється в таборі для переміщених осіб («Ді-пі») в Новому Ульмі, де 25 вересня 1946 року в нього народжується донька Леся.
У Новому Ульмі Юрій розгортає активну політичну діяльність. Поруч з Іваном Багряним, Борисом Левицьким, Романом Паладійчуком та іншими він засновує Українську Революційно-Демократичну партію (УРДП), проти якої здіймають агітацію деякі члени Закордонних частин ОУН(б). У таборі, де жив Юрій Горліс-Горський, поповзли чутки, що він запроданець, агент більшовицьких, польських та німецьких спецслужб. «Посипалися погрози, — згадувала дружина Юрія, — у вікно нашої кімнати кидалися намотані на камінці присуди смерті, у нашу відсутність у кімнаті робилися обшуки… Зник револьвер, за яким Юрко дуже шкодував, бо ніколи не розлучався зі зброєю в ті небезпечні часи… Мені й досі важко писати про ті сумні часи, коли я була свідком усіх тих наклепів і погроз…»
У листі від 12 листопада 1945 року маршал СРСР Георгій Жуков звертався до командувача об'єднаних сил союзників антигітлерівської коаліції в Європі, майбутнього президента США Дуайта Ейзенхауера з проханням про видачу «радянських громадян, воєнних та мирних, хто боровся проти Об'єднаних Націй, і проживає в Американській Зоні Окупації у Західній Німеччині», у переліку яких під номером 38 зазначалися дані Горліс-Горського.
Загадково зник 27 вересня 1946 року.

## Творчість
Автор прозових творів «Отаман Хмара» (1934), «Червоний чортополох» (1935), «Холодний Яр» (1937), «Ave Dictator» (1941), спогадів «Між живими трупами», що вважаються втраченими.
Окремі видання:
- Горліс-Горський Ю. Спогади. — Львів: Накладом автора, 1935. — 156 с.
- Горліс-Горський Ю. Холодний Яр (роман). — Львів: Червона калина, 1992. — 341 с.
- Горліс-Горський Ю. Холодний Яр — Київ — Львів — Дрогобич: Відродження, 2006. — Восьме видання, виправлене, доповнене.
- Горліс-Горський Ю. Холодний Яр. — Донецьк: Бао, 2014. — 448 с. ISBN 978-617-08-0142-5
- Горліс-Горський Ю. Холодний Яр. Автентичне видання. — ФОП Стебеляк, 2014. — 424 с. ISBN 978-966-1635-58-5[10]

## Вшанування
Продовжував жити Юрій Горліс-Горський і в легендах. Політв'язень Кузьма Дасів розповідав, як в одній з давніх комуністичних брошурок згадувалося, що 1956 року з території Австрії та ФРН до Угорщини на допомогу, як тоді писали, «угорській контрреволюції» проникали українські «контрреволюціонери» і серед них — Юрій Горліс-Горський, який нібито став радником угорського генерала Кішбарнака…
У 1992 році «Холодний Яр» нарешті було видано в незалежній Україні, за яку і боролись герої цього документального роману.
У 2012 році побачила світ книга Юрія Горліса-Горського «Ми ще повернемось!» (упорядник книги Роман Коваль).

### Пам'ятник

Пам'ятник Юрію Горлісу-Горському в Мельниках

9 жовтня 2010 в селі Мельники Чигиринського району Черкаської області відкрито пам'ятник Юрію Горлісу-Горському. Пам'ятник збудовано за ініціативою благодійника Володимира Сапи.
Пам'ятник має вигляд розгорнутої книжки з вирізьбленим портретом автора. Нижче — напис: "Юрій Горліс-Горський (Городянин-Лісовський), старшина Армії УНР, автор роману «Холодний Яр». Ще нижче — козацька шабля і гілочка калини. На окремому камені напис: «Холодний Яр живий, він знає, хто свій, а хто ворог». Це одна з цитат роману, який виховав у Галичині десятки й сотні тисяч діяльних романтиків.

### Вулиці
- Вулиця Юрія Горліс-Горського існує у містах Кременчук, Кропивницький, Львів, Полтава, Рівне, Сміла.